# Arthur Wellesley (8. książę Wellington)

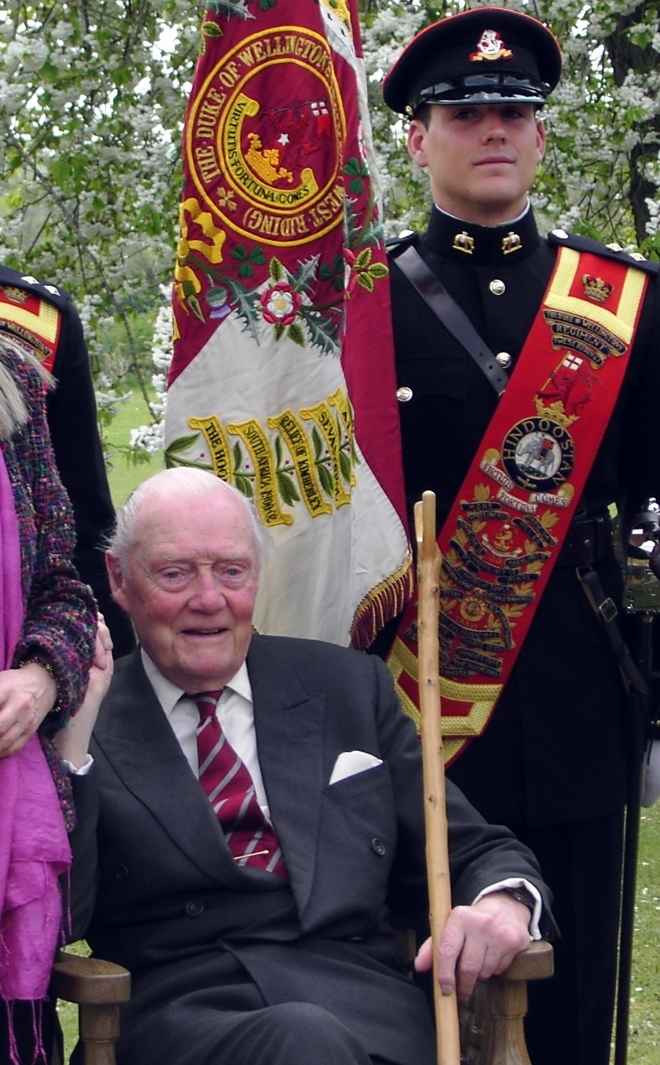
Arthur Valerian Wellesley (2006)

Arthur Valerian Wellesley, 8 Książę Wellington (ur. 2 lipca 1915 w Rzymie, zm. 31 grudnia 2014 w Stratfield Saye Estate, Hampshire) – brytyjski par i brygadier brytyjskiej armii. Stracił miejsce w Izbie Lordów w wyniku wydania House of Lords Act w 1999.
Poza posiadanymi przez niego tytułami brytyjskimi, posiada tytuł 8. księcia Waterloo Holandii i jest 8. księciem Victorii w Portugalii. Ma też tytuły markiza Torres Vedras i Count of Vimeiro (Conde de Vimeiro). Jest pierwszym księciem, który miał tytuły i ordery zdobyte podczas wojny na półwyspie Iberyjskim i w bitwie pod Waterloo.
Był też 9. księciem Ciudad Rodrigo (w Hiszpanii jednak 10 marca 2010 roku zrzekł się tego na najstarsze swoje dziecko Karola Wellesleya, markiza Douro).